# 朴素熙
朴素熙（韓語：박소희，1978年3月24日—），韓國漫畫家。大韓民國忠清南道公州市出生。公州國立大學漫畫學部畢業。其作品我的野蠻王妃曾被翻拍為電視劇宮，由尹恩惠、朱智勳、金楨勳主演。

## 經歷
出道處女作品為短篇漫畫《靈魂的結婚式》（2000年）

## 作品列表
- 靈魂的結婚式（영혼결혼식）
- Real Purple （리얼퍼플）
- 我的野蠻王妃（궁）